# Miasta w Luksemburgu

Miasta w Luksemburgu

Według danych oficjalnych pochodzących z 13 grudnia 1988 roku Luksemburg posiada dwanaście miast (stan na 1 stycznia 2024). Stolica kraju Luksemburg jako jedyne miasto liczy ponad 100 tys. mieszkańców i jest największym miastem w kraju, najmniejsze miasto pod względem liczby mieszkańców to Vianden (2212 mieszkańców). Dwa miasta w Luksemburgu występują z ludnością 25÷50 tys.; jedno miasto z ludnością 10÷25 tys. oraz osiem miast z ludnością poniżej 10 tys. mieszkańców. 
Największe miasto pod względem powierzchni to stolica kraju (51,46 km2), najmniejsze miasto pod względem powierzchni to Remich (5,29 km2). Największą gęstość zaludnienia posiada Luksemburg (2618 os/km2), najmniejszą miasto Wiltz (206 os/km2). Siedem miast powstało w 1843 r., jedno w 1906 r., a cztery miasta utworzono w 1907 r. Najwięcej miast, bo aż cztery, leży w kantonie Esch-sur-Alzette.
| Herb miasta | Nazwa miasta                                           | Kanton           | Ludność 1 stycznia 2024 | Powierzchnia km2 | Gęstość zaludnienia os/km2 | Data utworzenia |
| ----------- | ------------------------------------------------------ | ---------------- | ----------------------- | ---------------- | -------------------------- | --------------- |
| centré      | Diekirch (Dikrech)                                     | Diekirch         | 7.244                   | 12,42            | 583                        | 24 luty 1843    |
| centré      | Differdange (Déifferdeng / Differdingen)               | Esch-sur-Alzette | 30.364                  | 22,18            | 1369                       | 4 sierpień 1907 |
| centré      | Dudelange (Diddeleng / Düdelingen)                     | Esch-sur-Alzette | 22.043                  | 21,38            | 1031                       | 4 sierpień 1907 |
| centré      | Echternach (Iechternach)                               | Echternach       | 5.869                   | 20,49            | 286                        | 24 luty 1843    |
| centré      | Esch-sur-Alzette (Esch-Uelzecht / Esch an der Alzette) | Esch-sur-Alzette | 37.455                  | 14,35            | 2610                       | 29 maj 1906     |
| centré      | Ettelbruck (Ettelbréck / Ettelbrück)                   | Diekirch         | 9.965                   | 15,18            | 657                        | 4 sierpień 1907 |
| centré      | Grevenmacher (Gréiwemaacher)                           | Grevenmacher     | 5.193                   | 16,48            | 315                        | 24 luty 1843    |
| centré      | Luksemburg (Lëtzebuerg / Luxembourg / Luxemburg)       | Luksemburg       | 134.697                 | 51,46            | 2618                       | 24 luty 1843    |
| centré      | Remich (Réimech)                                       | Remich           | 4.101                   | 5,29             | 775                        | 24 luty 1843    |
| centré      | Rumelange (Rëmeleng / Rümelingen)                      | Esch-sur-Alzette | 5.775                   | 6,83             | 846                        | 4 sierpień 1907 |
| centré      | Vianden (Veianen)                                      | Vianden          | 2.212                   | 9,67             | 229                        | 24 luty 1843    |
| centré      | Wiltz (Wolz)                                           | Wiltz            | 8.102                   | 39,25            | 206                        | 24 luty 1843    |